# Minimale polynoom (galoistheorie)
In de galoistheorie, een deelgebied van de wiskunde, is bij een gegeven getal {\displaystyle \alpha } de minimale polynoom de irreducibele polynoom van de laagste graad, waarvan {\displaystyle \alpha } een nulpunt is. Als is gegeven dat {\displaystyle \alpha } een algebraïsch getal is, is de minimale polynoom van {\displaystyle \alpha } uniek bepaald. Getallen die geen algebraïsch getal zijn, die geen nulpunt zijn van een polynoom, hebben dus ook geen minimale polynoom. De coëfficiënt voor de hoogste macht van de variabele van de minimale polynoom is 1, of anders: de hoogste macht van de variabele van de minimale polynoom heeft geen coëfficiënt.

## Bestaan
Veronderstel dat {\displaystyle L} de galois-uitbreiding is van een lichaam/veld {\displaystyle K} en stel {\displaystyle \alpha \in L}. Als {\displaystyle \alpha } algebraïsch is over {\displaystyle K}, is de verzameling van alle polynomen
{\displaystyle I_{\alpha }=\{f(x)\in K[x]:f(\alpha )=0\}}
een niet-nul ideaal in {\displaystyle K[x]}. Hieruit volgt dat deze verzameling wordt voortgebracht door een unieke monische polynoom {\displaystyle f(x)}, dus met de coëfficiënt van de hoogste macht van {\displaystyle x} gelijk aan 1. Deze polynoom wordt de minimale polynoom van {\displaystyle \alpha } over {\displaystyle K} genoemd en genoteerd met {\displaystyle f^{\alpha }(x)} of met {\displaystyle f_{K}^{\alpha }(x)}.
Dit is erop gebaseerd, dat de polynoom van {\displaystyle \alpha } over {\displaystyle K} de enige monische irreducibele polynoom in {\displaystyle K[x]} is, waarvan {\displaystyle \alpha } een nulpunt is.

## Voorbeeld
Zij {\displaystyle d\in \mathbb {Q} } met {\displaystyle \alpha ={\sqrt {d}}\notin \mathbb {Q} }. Beschouw {\displaystyle f_{\mathbb {Q} }^{\alpha }(x)=x^{2}-d}. Deze polynoom is irreducibel want hij heeft, wegens de keuze van {\displaystyle d}, geen nulpunten in {\displaystyle \mathbb {Q} }. Hieruit volgt dat {\displaystyle f_{\mathbb {Q} }^{\alpha }} de minimale polynoom is van {\displaystyle \alpha } over {\displaystyle \mathbb {Q} }. In het bijzonder geldt dat {\displaystyle \mathbb {Q} [{\sqrt {d}}]} een lichaam/veld is.